# Zucker!... come diventare ebreo in 7 giorni
Zucker!... come diventare ebreo in 7 giorni (Alles auf Zucker!) è un film di Dani Levy del 2004.

## Trama
Jakob Zuckermann, alias Jaeckie Zucker, è ebreo, ma sostiene di non avere nulla a che fare con "quel club", dal momento in cui, quando era giovane, sua madre e suo fratellino lo lasciarono dietro la cortina di ferro nella Germania dell'Est. Quando viene a sapere della morte della madre, non gli importa nulla, ma il fratello minore gli fa visita con la sua famiglia, perché secondo la tradizione ebraica devono osservare il periodo di lutto di sette giorni della Shiva e il testamento della mamma impone loro di riconciliarsi in presenza del rabbino e della famiglia. Se non ci riusciranno, i suoi beni saranno devoluti alla comunità ebraica di Berlino e non a loro.